# La Caputxinada

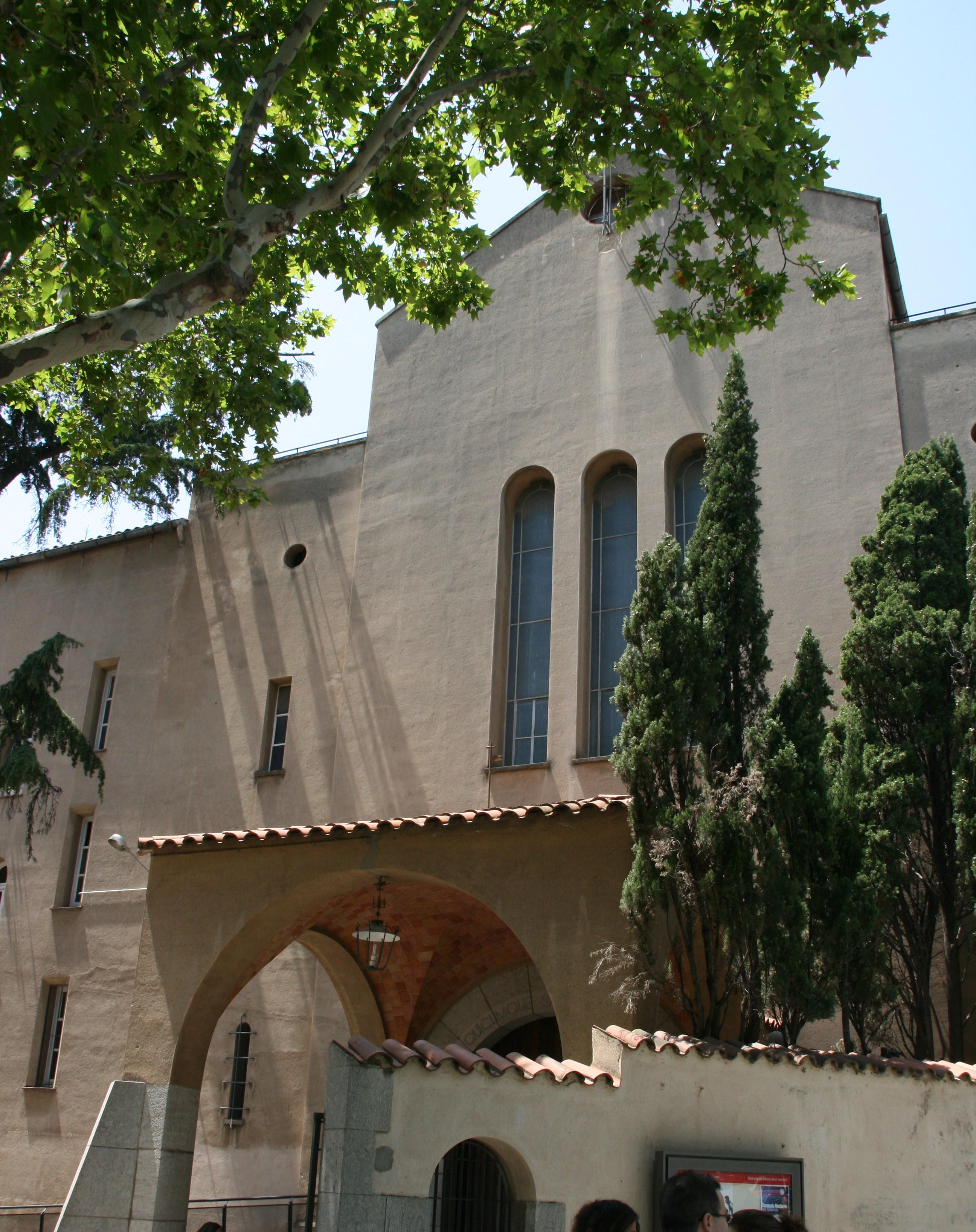
Caputxins Sarrià - Façana església

La Caputxinada és el nom amb què es coneixen els fets que varen tenir lloc al convent dels Pares Caputxins de Sarrià (Barcelona), entre el 9 i l'11 de març de 1966 amb motiu de l'assemblea constitutiva del Sindicat Democràtic d'Estudiants de la Universitat de Barcelona (SDEUB) on s'havien d'aprovar la declaració de principis i els estatuts del sindicat.
A l'assemblea de constitució assistiren més de 450 representants d'estudiants, professors i intel·lectuals, com ara Salvador Espriu, Pere Quart / Joan Oliver, Jordi Rubió i Balaguer, Lluís Maria Xirinacs, Oriol Bohigas, Maria Aurèlia Capmany, Antoni Tàpies, Xavier Folch i Recasens, Jordi Solé Tura, Maria Girona, Raimon Obiols, Josep Maria Benet i Jornet, Montserrat Roig i Fransitorra, Ricard Salvat, José Agustín Goytisolo, Albert Ràfols-Casamada, Manuel Sacristán, Francisco Fernández Buey, Josep Maria Trias de Bes i Serra, Enric Lluch i Martin, Josep Maria Martorell i Codina, Mercè Sala i altres.
El setge i posterior assalt al convent de la policia franquista ordenat pel comissari Vicente Juan Creix i el responsable de governació Camilo Alonso Vega engegà un moviment unitari de solidaritat política i ciutadana, que fou el germen de la plataforma La Taula Rodona (1966-1973) d'oposició catalana (antecedent de l'Assemblea de Catalunya), i reforçà la incorporació a la lluita antifranquista de sectors eclesiàstics, amb una inèdita manifestació de capellans a Barcelona l'11 de maig del mateix any.

## Els fets
La Brigada Político-Social (la policia política de la dictadura) estava informada sobre l'acte d'aprovació dels estatuts fundacionals de l'organització clandestina antifranquista SDEUB però desconeixia la ubicació on es realitzaria. En un informe policial datat del 28 de febrer i referit a una reunió de 20 estudiants celebrada a la Facultat de Dret de la Universitat de Barcelona s'afirmava que l'assemblea havia estat convocada pel 9 de març del 1966, com efectivament seria. El desplegament de les forces de l'ordre públic no va poder impedir la celebració de l'acte, ja que es va muntar amb una hora de retard. A les sis de la tarda, les forces de seguretat enviades pel comissari Vicente Juan Creix van penetrar el lloc ordenant la sortida de tots els presents. Al mateix temps, la Policia Armada (institució armada creada pel règim franquista i posteriorment reconvertida en la Policia Nacional durant la transició espanyola) envoltava l'edifici amb grans mesures de seguretat, incloent vehicles i cavalls. Durant el setge, la policia va tallar les línies telefòniques i va impedir l'accés al recinte a tothom excepte als religiosos de l'ordre, als que deixava entrar després de sotmetre'ls a un registre exhaustiu.
Cap dels reunits va obeir l'ordre de sortida. La decisió va comptar amb el recolzament del provincial dels Caputxins i dels seus frares, que van començar a distribuir mantes i entrepans. L'11 de març, dos dies després de l'inici del setge, la policia va forçar la porta i va penetrar el recinte. Es van requisar els carnets de tots els assistents i els detinguts foren duts a la comissaria de policia. Els detinguts van ser posats en llibertat després de pagar multes d'entre 50.000 i 200.000 pesetes (300 i 1.200 euros), quantitats força quantioses en aquell moment.

## Fons testimonial
Un dels estudiants convocats, Guillem Martínez i Molinos (Barcelona, 1944), delegat de curs de l'Escola Tècnica Superior d'Enginyers Industrials de Barcelona, va assistir a l'Assemblea amb la particularitat de portar un equip fotogràfic (càmera, objectiu, filtres, flaix, cèl·lula fotoelèctrica i un rodet de 21 fotografies blanc i negre).
Tot i que l'acte era clandestí, va ser autoritzat pels responsables per a prendre fotografies. Però quan l'assalt policial es precipità, el testimoni de les imatges seria l'evidència dels fets. Quan es va esgotar el material, l'estudiant aconseguí que s'introduís als Caputxins dos rodets més. Tot aquest material va ser amagat al convent quan entraren les forces policials, i resistiren al posterior escorcoll, sent recuperat posteriorment pel mateix Guillem Martínez, l'autor, que el conservà curosament fins que va ser dipositat a l'Arxiu Nacional de Catalunya l'any 1996.
Així doncs, la crònica gràfica de la Caputxinada reuneix les imatges produïdes per Guillem Martínez durant els dies del setge, així com d'altres preses al convent més tard. Es tracta de les imatges del rodet que Martínez portava quan s'inicià l'acte (21 fotogrames) i les dels rodets que foren introduïts clandestinament (30 i 16 respectivament). També s'inclou material del servei militar de l'autor (fet lligat a la repressió a què varen ser sotmesos els nois assistents a l'acte), dels aniversaris commemoratius que s'han celebrat al llarg dels anys, i es compta amb ampliacions d'època i altres més recents utilitzades per a les exposicions celebrades a Madrid i Barcelona. D'altra banda cal destacar el conjunt de documentació textual que acompanya aquest fons i que està format per documentació relacionada amb els moviments estudiantils de la Universitat de Barcelona amb especial interès sobre els de constitució del SDEUB així com manifestos, butlletins i correspondència.